# Liste des joueurs de l'Everton Football Club
Cette liste répertorie les joueurs important d'Everton. Généralement, cela signifie qu'il faut avoir joué au moins 100 matchs officiels pour le club. Un certain nombre d'autres joueurs ayant eu un rôle important dans la conquête d'un titre sont aussi inclus dans la liste, c'est le cas d'Andy Gray par exemple.
Des joueurs de l'histoire ancienne d'Everton sont aussi inclus sans avoir atteint la barre des 100 matchs pour le club.
Les joueurs sont listés selon la date de leur début dans l'équipe. Les matchs et buts correspondent aux matchs en équipe première lors de matchs officiels ce qui exclut les matchs de période de guerre mais inclut les matchs en tant que remplaçant.
| Nom                 | Nation                                                                       | Position                     | Période au club      | Matchs | Buts | Notes                                                                                        |
| ------------------- | ---------------------------------------------------------------------------- | ---------------------------- | -------------------- | ------ | ---- | -------------------------------------------------------------------------------------------- |
| George Fleming      | Drapeau de l'Écosse                                                          | Milieu                       | 1887-1888            | 5      | 2    | Premier buteur du club en championnat                                                        |
| George Farmer       | Drapeau du pays de Galles                                                    | Attaquant                    | 1887-1889            | 35     | 3    | Premier buteur du club en match officiel                                                     |
| Alex McKinnon       | Drapeau de l'Écosse                                                          | Attaquant                    | 1888-1888            | 6      | 4    | Auteur du premier hat trick au club                                                          |
| Nick Ross           | Drapeau de l'Écosse                                                          | Défenseur/Attaquant          | 1888-1889            | 19     | 5    | Capitaine en 1888-1889                                                                       |
| Bob Kelso           | Drapeau de l'Écosse                                                          | Défenseur                    | 1888-1889, 1891–1895 | 103    | 5    |                                                                                              |
| Alf Milward         | Drapeau de l'Angleterre                                                      | Attaquant                    | 1888–1896            | 224    | 96   |                                                                                              |
| Edgar Chadwick      | Drapeau de l'Angleterre                                                      | Attaquant                    | 1888–1898            | 300    | 110  | Capitaine en 1897                                                                            |
| Johnny Holt         | Drapeau de l'Angleterre                                                      | Défenseur                    | 1888–1898            | 252    | 4    | Premier joueur du club international anglais                                                 |
| Andrew Hannah       | Drapeau de l'Écosse                                                          | Défenseur                    | 1889–1891            | 44     | 0    | Capitaine en 1889-1891                                                                       |
| Alexander Brady     | Drapeau de l'Écosse                                                          | Attaquant                    | 1889–1891            | 36     | 20   |                                                                                              |
| Dan Doyle           | Drapeau de l'Écosse                                                          | Défenseur                    | 1889–1891            | 41     | 1    | Capitaine de la première équipe ayant gagné le championnat                                   |
| David Jardine       | Drapeau de l'Écosse                                                          | Gardien de but               | 1889–1894            | 137    | 0    |                                                                                              |
| Alex Latta          | Drapeau de l'Écosse                                                          | Attaquant                    | 1889–1895            | 148    | 70   |                                                                                              |
| Charlie Parry       | Drapeau du pays de Galles                                                    | Attaquant                    | 1889–1895            | 94     | 5    |                                                                                              |
| Fred Geary          | Drapeau de l'Angleterre                                                      | Attaquant                    | 1889–1895            | 99     | 86   | Premier buteur à Goodison Park                                                               |
| Duncan McLean       | Drapeau de l'Écosse                                                          | Défenseur                    | 1890–1891            | 26     | 0    |                                                                                              |
| William Campbell    | Drapeau de l'Écosse                                                          | Milieu                       | 1890–1896            | 148    | 70   |                                                                                              |
| Bob Howarth         | Drapeau de l'Angleterre                                                      | Défenseur                    | 1891–1893            | 68     | 0    | Capitaine en 1892-1893                                                                       |
| Richard Williams    | Drapeau du pays de Galles                                                    | Gardien de but               | 1891–1894            | 70     | 0    |                                                                                              |
| Jack Bell           | Drapeau de l'Écosse                                                          | Attaquant                    | 1892–1898, 1901–1903 | 199    | 70   | Premier buteur du club en finale de la Coupe d'Angleterre                                    |
| Dickie Boyle        | Drapeau de l'Écosse                                                          | ??                           | 1892–1900            | 243    | 8    |                                                                                              |
| William Stewart     | Drapeau de l'Écosse                                                          | Milieu                       | 1892–1900            | 137    | 6    |                                                                                              |
| Jack Southworth     | Drapeau de l'Angleterre                                                      | Attaquant                    | 1893–1894            | 32     | 36   | Premier buteur d'un double hat-trick                                                         |
| Tom McInnes         | Drapeau de l'Écosse                                                          | Attaquant                    | 1894–1895            | 47     | 18   |                                                                                              |
| Jack Taylor         | Drapeau de l'Écosse                                                          | ??                           | 1896–1910            | 456    | 80   | Capitaine en 1898-1910                                                                       |
| Willie Muir         | Drapeau de l'Écosse                                                          | ??                           | 1897–1901            | 137    | 0    |                                                                                              |
| Sam Wolstenholme    | Drapeau de l'Angleterre                                                      | Défenseur                    | 1897–1903            | 170    | 8    |                                                                                              |
| Walter Balmer       | Drapeau de l'Angleterre                                                      | Défenseur                    | 1897–1908            | 331    | 1    |                                                                                              |
| John Proudfoot (en) | Drapeau de l'Écosse                                                          | Attaquant                    | 1898–1901            | 89     | 31   |                                                                                              |
| Jack Crelley        | Drapeau de l'Angleterre                                                      | Défenseur                    | 1898–1907            | 127    | 0    |                                                                                              |
| Jimmy Settle        | Drapeau de l'Angleterre                                                      | Défenseur                    | 1899–1908            | 269    | 97   | Meilleur buteur en 1901-02                                                                   |
| Walter Abbott       | Drapeau de l'Angleterre                                                      | Attaquant                    | 1899–1908            | 292    | 37   |                                                                                              |
| Jack Sharp          | Drapeau de l'Angleterre                                                      | Attaquant                    | 1899–1909            | 342    | 80   |                                                                                              |
| Tom Booth           | Drapeau de l'Angleterre                                                      | Défenseur                    | 1900–1907            | 185    | 11   |                                                                                              |
| Sandy Young         | Drapeau de l'Écosse                                                          | Attaquant                    | 1901–1910            | 314    | 125  | Meilleur buteur en 1906–07                                                                   |
| Bob Balmer          | Drapeau de l'Angleterre                                                      | ??                           | 1902–1911            | 188    | 0    |                                                                                              |
| Harry Makepeace     | Drapeau de l'Angleterre                                                      | ??                           | 1902–1914            | 336    | 23   |                                                                                              |
| Thomas McDermott    | Drapeau de l'Écosse                                                          | ??                           | 1903–1905            | 73     | 19   |                                                                                              |
| Harold Hardman      | Drapeau de l'Angleterre                                                      | Attaquant                    | 1903–1908            | 156    | 29   |                                                                                              |
| Billy Scott         |                                                                              | Gardien de but               | 1904–1912            | 289    |      |                                                                                              |
| Hugh Bolton         | Drapeau de l'Écosse                                                          | Attaquant                    | 1906–1908            | 87     | 34   |                                                                                              |
| Joe Donnachie       | Drapeau de l'Écosse                                                          | Milieu                       | 1906–1908, 1919-1920 | 58     | 0    |                                                                                              |
| William Stevenson   | Drapeau de l'Angleterre                                                      | ??                           | 1907–1913            | 125    | 0    |                                                                                              |
| Jock Maconnachie    | Drapeau de l'Écosse                                                          | Défenseur                    | 1907–1919            | 270    | 7    |                                                                                              |
| Tim Coleman         | Drapeau de l'Angleterre                                                      | Attaquant                    | 1908–1910            | 71     | 30   |                                                                                              |
| Bert Freeman        | Drapeau de l'Angleterre                                                      | Attaquant                    | 1908–1911            | 94     | 67   | Meilleur buteur en 1908–09                                                                   |
| Val Harris          |                                                                              | Défenseur, Milieu, Attaquant | 1908–1914            | 214    | 2    |                                                                                              |
| Bill Lacey          |                                                                              | Défenseur, Milieu, Attaquant | 1909–1912            | 40     | 11   |                                                                                              |
| George Beare        | Drapeau de l'Angleterre                                                      | Attaquant                    | 1909–1913            | 125    | 19   |                                                                                              |
| Tom Fleetwood       | Drapeau de l'Angleterre                                                      | ??                           | 1910–1922            | 285    | 10   |                                                                                              |
| Frank Jefferis      | Drapeau de l'Angleterre                                                      | Attaquant                    | 1910–1919            | 137    | 22   |                                                                                              |
| Sam Chedgzoy        | Drapeau de l'Angleterre                                                      | Attaquant                    | 1910–1925            | 300    | 36   |                                                                                              |
| Alan Grenyer        | Drapeau de l'Angleterre                                                      | Milieu                       | 1911–1923            | 148    | 9    |                                                                                              |
| Bobby Parker        | Drapeau de l'Écosse                                                          | Attaquant                    | 1913–1922            | 92     | 71   | Meilleur buteur en 1908–09                                                                   |
| George Harrison     | Drapeau de l'Angleterre                                                      | Attaquant                    | 1913–1923            | 190    | 17   |                                                                                              |
| Tommy Fern          | Drapeau de l'Angleterre                                                      | Gardien de but               | 1913–1924            | 231    | 0    |                                                                                              |
| Joe Clennell        | Drapeau de l'Angleterre                                                      | Attaquant                    | 1913–1921            | 74     | 33   |                                                                                              |
| Jimmy Galt          | Drapeau de l'Écosse                                                          | Milieu                       | 1913–1915            | 36     | 4    |                                                                                              |
| Robert Thompson     | Drapeau de l'Angleterre                                                      | ??                           | 1913–1921            | 89     | 0    |                                                                                              |
| William Brown       | Drapeau de l'Écosse                                                          | ??                           | 1914–1927            | 179    | 0    |                                                                                              |
| William Kirsopp     | Drapeau de l'Angleterre                                                      | Attaquant                    | 1915–1921            | 63     | 29   |                                                                                              |
| Joe Peacock         | Drapeau de l'Angleterre                                                      | Milieu                       | 1919–1926            | 161    | 12   |                                                                                              |
| Jock McDonald       | Drapeau de l'Écosse                                                          | ??                           | 1920–1926            | 224    | 0    |                                                                                              |
| David Ried          |                                                                              | ??                           | 1920–1926            | 101    | 11   |                                                                                              |
| Wilf Chadwick       | Drapeau de l'Angleterre                                                      | Attaquant                    | 1921–1925            | 109    | 55   | Meilleur buteur en 1923–24                                                                   |
| Doug Livingstone    | Drapeau de l'Écosse                                                          | Défenseur                    | 1921–1925            | 100    | 0    |                                                                                              |
| Bobby Irvine        |                                                                              | Attaquant                    | 1921–1928            | 214    | 57   |                                                                                              |
| Hunter Hart         | Drapeau de l'Écosse                                                          | Milieu                       | 1921–1929            | 300    | 5    |                                                                                              |
| Neil McBain         | Drapeau de l'Écosse                                                          | Milieu                       | 1922–1925            | 103    | 1    |                                                                                              |
| Alec Troup          | Drapeau de l'Écosse                                                          | Attaquant                    | 1922–1929            | 259    | 35   |                                                                                              |
| David Raitt         | Drapeau de l'Écosse                                                          | ??                           | 1922–1927            | 131    | 0    |                                                                                              |
| Jack O'Donnell      | Drapeau de l'Angleterre                                                      | Défenseur                    | 1924–1929            | 198    | 10   |                                                                                              |
| Albert Virr         | Drapeau de l'Angleterre                                                      | ??                           | 1924–1929            | 127    | 3    |                                                                                              |
| Dixie Dean          | Drapeau de l'Angleterre                                                      | Attaquant                    | 1925–1937            | 431    | 377  | Meilleur buteur de l'histoire du club                                                        |
| Arthur Davies       | Drapeau du pays de Galles                                                    | ??                           | 1926–1929            | 94     | 0    |                                                                                              |
| Ted Critchley       | Drapeau de l'Angleterre                                                      | Attaquant                    | 1926–1934            | 229    | 42   |                                                                                              |
| Warney Cresswell    | Drapeau de l'Angleterre                                                      | Défenseur                    | 1926–1935            | 306    | 1    |                                                                                              |
| Anthony Weldon      | Drapeau de l'Écosse                                                          | ??                           | 1927–1929            | 74     | 13   |                                                                                              |
| Jeremiah Kelly      | Drapeau de l'Écosse                                                          | Milieu                       | 1927–1929            | 83     | 1    |                                                                                              |
| Tommy White         | Drapeau de l'Angleterre                                                      | Attaquant                    | 1927–1937            | 201    | 66   |                                                                                              |
| Jimmy Dunn          | Drapeau de l'Écosse                                                          | Attaquant                    | 1928–1934            | 155    | 49   |                                                                                              |
| Jimmy Stein         | Drapeau de l'Écosse                                                          | Attaquant                    | 1928–1936            | 215    | 65   |                                                                                              |
| Jock Thomson        | Drapeau de l'Écosse                                                          | Milieu                       | 1929–1938            | 296    | 5    |                                                                                              |
| Ted Sagar           | Drapeau de l'Angleterre                                                      | Gardien de but               | 1929–1952            | 495    | 0    |                                                                                              |
| Tommy Johnson       | Drapeau de l'Angleterre                                                      | Attaquant                    | 1929–1933            | 161    | 65   |                                                                                              |
| Ben Williams        | Drapeau du pays de Galles                                                    | Défenseur                    | 1929–1935            | 139    | 0    |                                                                                              |
| Cliff Britton       | Drapeau de l'Angleterre                                                      | Milieu                       | 1930–1938            | 240    | 3    |                                                                                              |
| Charlie Gee         | Drapeau de l'Angleterre                                                      | Défenseur                    | 1930–1938            | 212    | 2    |                                                                                              |
| Albert Geldard      | Drapeau de l'Angleterre                                                      | Milieu                       | 1932–1937            | 179    | 37   |                                                                                              |
| Joe Mercer          | Drapeau de l'Angleterre                                                      | Milieu                       | 1932–1937            | 184    | 2    |                                                                                              |
| Jimmy Cunliffe      | Drapeau de l'Angleterre                                                      | Attaquant                    | 1932–1938            | 187    | 76   |                                                                                              |
| Billy Cook          | Drapeau de l'Écosse                                                          | Défenseur                    | 1932–1938            | 250    | 6    |                                                                                              |
| Stan Bentham        | Drapeau de l'Angleterre                                                      | Attaquant                    | 1932–1948            | 125    | 7    |                                                                                              |
| Jack Jones          | Drapeau de l'Angleterre                                                      | Attaquant, Défenseur         | 1933–1937            | 108    | 0    |                                                                                              |
| Jackie Coulter      | Drapeau de l'Irlande                                                         | Milieu                       | 1934–1937            | 88     | 2    |                                                                                              |
| Alex Stevenson      | Drapeau de l'Irlande · Drapeau de l'Irlande du Nord (drapeau du Royaume-Uni) | Attaquant                    | 1934–1949            | 271    | 90   |                                                                                              |
| Torry Gillick       | Drapeau de l'Écosse                                                          | Attaquant                    | 1935–1938            | 133    | 44   |                                                                                              |
| T. G. Jones         | Drapeau du pays de Galles                                                    | Défenseur                    | 1936–1949            | 175    | 5    |                                                                                              |
| Tommy Lawton        | Drapeau de l'Angleterre                                                      | Attaquant                    | 1937–1945            | 95     | 70   | Meilleur buteur en 1937-38 et 1938-39                                                        |
| Norman Greenhalgh   | Drapeau de l'Angleterre                                                      | Défenseur                    | 1937–1948            | 115    | 1    |                                                                                              |
| Johnny Carey        | Drapeau de l'Irlande                                                         | Défenseur                    | 1942–1943            | -      | -    | Manager en 1958-1961                                                                         |
| Wally Fielding      | Drapeau de l'Angleterre                                                      | Attaquant                    | 1945–1958            | 410    | 54   |                                                                                              |
| George Saunders     | Drapeau de l'Angleterre                                                      | Défenseur                    | 1946–1951            | 140    | 0    |                                                                                              |
| Jackie Grant        | Drapeau de l'Angleterre                                                      | Défenseur                    | 1946–1954            | 133    | 11   |                                                                                              |
| Eddie Wainwright    | Drapeau de l'Angleterre                                                      | Attaquant                    | 1946–1955            | 228    | 76   |                                                                                              |
| Tommy Eglington     | Drapeau de l'Irlande                                                         | Attaquant                    | 1946–1957            | 428    | 82   |                                                                                              |
| Peter Farrell       | Drapeau de l'Irlande                                                         | Défenseur, Attaquant         | 1946–1957            | 453    | 17   | Capitaine en 1954-1957                                                                       |
| Cyril Lello         | Drapeau de l'Angleterre                                                      | ??                           | 1947–1956            | 255    | 9    |                                                                                              |
| Peter Corr          | Drapeau de l'Irlande                                                         | Milieu                       | 1948–1949            | 24     | 2    | Membre de la première équipe hors Royaume-Uni ayant battu l'Angleterre à domicile            |
| Ted Buckle          | Drapeau de l'Angleterre                                                      | Attaquant                    | 1949–1954            | 117    | 33   |                                                                                              |
| Eric Moore          | Drapeau de l'Angleterre                                                      | Défenseur                    | 1949–1956            | 184    | 0    |                                                                                              |
| Jack Lindsay        | Drapeau de l'Écosse                                                          | Défenseur                    | 1950–1953            | 115    | 2    |                                                                                              |
| Jimmy O'Neill       | Drapeau de l'Irlande                                                         | Gardien de but               | 1950–1960            | 213    | 0    |                                                                                              |
| Tommy E. Jones      | Drapeau de l'Angleterre                                                      | Défenseur                    | 1950–1961            | 411    | 14   | Capitaine en 1957-1961                                                                       |
| John Willie Parker  | Drapeau de l'Angleterre                                                      | Attaquant                    | 1951–1956            | 176    | 89   |                                                                                              |
| Tony McNamara       | Drapeau de l'Angleterre                                                      | Milieu                       | 1951–1957            | 113    | 22   |                                                                                              |
| Don Donovan         | Drapeau de l'Irlande                                                         | Défenseur                    | 1951–1958            | 187    | 2    |                                                                                              |
| Dave Hickson        | Drapeau de l'Angleterre                                                      | Attaquant                    | 1951–1955, 1957–1959 | 253    | 111  |                                                                                              |
| Jim Tansey          | Drapeau de l'Angleterre                                                      | ??                           | 1952–1959            | 142    | 0    |                                                                                              |
| Mick Meagan         | Drapeau de l'Irlande                                                         | Défenseur                    | 1952–1964            | 175    | 1    |                                                                                              |
| Jimmy Harris        | Drapeau de l'Angleterre                                                      | Attaquant                    | 1955–1960            | 207    | 72   | Premier buteur en coupe de la ligue                                                          |
| Brian Harris        | Drapeau de l'Angleterre                                                      | Attaquant                    | 1955–1966            | 360    | 29   |                                                                                              |
| Albert Dunlop       | Drapeau de l'Angleterre                                                      | Gardien de but               | 1956–1963            | 231    | 0    |                                                                                              |
| Derek Temple        | Drapeau de l'Angleterre                                                      | Attaquant                    | 1956–1967            | 277    | 84   |                                                                                              |
| Bobby Collins       | Drapeau de l'Écosse                                                          | Milieu                       | 1958–1962            | 147    | 48   |                                                                                              |
| Alex Parker         | Drapeau de l'Écosse                                                          | Défenseur                    | 1958–1964            | 230    | 5    |                                                                                              |
| Brian Labone        | Drapeau de l'Angleterre                                                      | Défenseur                    | 1958–1971            | 533    | 2    | Capitaine en 1965-1971                                                                       |
| Billy Bingham       | Drapeau de l'Irlande du Nord (drapeau du Royaume-Uni)                        | Milieu                       | 1960–1962            | 98     | 26   | Manager en 1973-1977                                                                         |
| Roy Vernon          | Drapeau du pays de Galles                                                    | Attaquant                    | 1960–1965            | 203    | 111  | Capitaine en 1962-1965                                                                       |
| Alex Young          | Drapeau de l'Écosse                                                          | Attaquant                    | 1960–1968            | 275    | 109  |                                                                                              |
| Jimmy Gabriel       | Drapeau de l'Écosse                                                          | Milieu                       | 1960–1967            | 304    | 37   | Manager en intérim 1990, 1993-1994                                                           |
| Dennis Stevens      | Drapeau de l'Angleterre                                                      | Milieu                       | 1962–1965            | 145    | 32   | Premier buteur en coupe d'Europe                                                             |
| Johnny Morrissey    | Drapeau de l'Angleterre                                                      | Attaquant                    | 1962–1971            | 313    | 50   |                                                                                              |
| Gordon West         | Drapeau de l'Angleterre                                                      | Gardien de but               | 1962–1972            | 402    | 0    |                                                                                              |
| Alex Scott          | Drapeau de l'Écosse                                                          | Attaquant                    | 1962–1966            | 180    | 26   |                                                                                              |
| Sandy Brown         | Drapeau de l'Écosse                                                          | Défenseur                    | 1963–1970            | 253    | 11   |                                                                                              |
| Andy Rankin         | Drapeau de l'Angleterre                                                      | Gardien de but               | 1963–1970            | 106    | 0    |                                                                                              |
| Colin Harvey        | Drapeau de l'Angleterre                                                      | Milieu                       | 1963–1974            | 386    | 24   | Manager en 1987-1990                                                                         |
| Fred Pickering      | Drapeau de l'Angleterre                                                      | Attaquant                    | 1964–1967            | 115    | 70   |                                                                                              |
| Ray Wilson          | Drapeau de l'Angleterre                                                      | Défenseur                    | 1964–1969            | 153    | 0    | Vainqueur de la Coupe du monde                                                               |
| Jimmy Husband       | Drapeau de l'Angleterre                                                      | Attaquant                    | 1964–1973            | 197    | 55   |                                                                                              |
| Tommy Wright        | Drapeau de l'Angleterre                                                      | Défenseur                    | 1964–1973            | 374    | 4    |                                                                                              |
| John Hurst          | Drapeau de l'Angleterre                                                      | Milieu                       | 1965–1975            | 388    | 34   |                                                                                              |
| Alan Ball           | Drapeau de l'Angleterre                                                      | Milieu                       | 1966–1971            | 250    | 78   | Vainqueur de la Coupe du monde                                                               |
| Joe Royle           | Drapeau de l'Angleterre                                                      | Attaquant                    | 1966–1974            | 276    | 119  | Manager en 1994-1997                                                                         |
| Howard Kendall      | Drapeau de l'Angleterre                                                      | Milieu                       | 1967–1974            | 275    | 30   | Capitaine en 1971-1974, Manager en 1981-87, 1990-93 et 1997-98                               |
| Terry Darracott     | Drapeau de l'Angleterre                                                      | Défenseur                    | 1967–1978            | 178    | 0    |                                                                                              |
| Roger Kenyon        | Drapeau de l'Angleterre                                                      | Défenseur                    | 1967–1978            | 308    | 9    |                                                                                              |
| Dai Davies          | Drapeau du pays de Galles                                                    | Gardien de but               | 1970–1976            | 94     | 0    |                                                                                              |
| Henry Newton        | Drapeau de l'Angleterre                                                      | Milieu                       | 1970–1973            | 85     | 6    |                                                                                              |
| John Connolly       | Drapeau de l'Écosse                                                          | Attaquant                    | 1971–1975            | 118    | 16   |                                                                                              |
| Mick Buckley        | Drapeau de l'Angleterre                                                      | Milieu                       | 1971–1977            | 158    | 12   |                                                                                              |
| Mick Lyons          | Drapeau de l'Angleterre                                                      | Défenseur                    | 1971–1981            | 462    | 59   |                                                                                              |
| Mike Bernard        | Drapeau de l'Angleterre                                                      | Milieu                       | 1972–1976            | 172    | 8    |                                                                                              |
| David Lawson        | Drapeau de l'Angleterre                                                      | Gardien de but               | 1972–1976            | 152    | 0    |                                                                                              |
| Dave Clements       | Drapeau de l'Irlande du Nord (drapeau du Royaume-Uni)                        | Défenseur                    | 1973–1975            | 99     | 8    | Capitaine en 1974-1975                                                                       |
| Bob Latchford       | Drapeau de l'Angleterre                                                      | Attaquant                    | 1973–1980            | 289    | 138  | Meilleur buteur en 1977-78                                                                   |
| George Telfer       | Drapeau de l'Angleterre                                                      | Attaquant                    | 1973–1980            | 113    | 22   |                                                                                              |
| Jim Pearson         | Drapeau de l'Écosse                                                          | Attaquant                    | 1974–1977            | 126    | 19   |                                                                                              |
| Martin Dobson       | Drapeau de l'Angleterre                                                      | Milieu                       | 1974–1978            | 231    | 39   |                                                                                              |
| Dave Jones          | Drapeau de l'Angleterre                                                      | Défenseur                    | 1975–1978            | 103    | 2    |                                                                                              |
| Andy King           | Drapeau de l'Angleterre                                                      | Milieu                       | 1976–1980, 1982–1984 | 247    | 68   |                                                                                              |
| Mark Higgins        | Drapeau de l'Angleterre                                                      | Défenseur                    | 1976–1984            | 181    | 6    | Capitaine en 1982                                                                            |
| John Bailey         | Drapeau de l'Angleterre                                                      | Défenseur                    | 1976–1980, 1982–1984 | 222    | 3    |                                                                                              |
| George Wood         | Drapeau de l'Écosse                                                          | Gardien de but               | 1977–1979            | 126    | 0    |                                                                                              |
| Trevor Ross         | Drapeau de l'Écosse                                                          | Milieu                       | 1977–1982            | 151    | 20   |                                                                                              |
| Billy Wright        | Drapeau de l'Angleterre                                                      | Défenseur                    | 1977–1982            | 198    | 10   | Capitaine en 1977-1982                                                                       |
| Peter Eastoe        | Drapeau de l'Angleterre                                                      | Attaquant                    | 1978–1981            | 115    | 33   |                                                                                              |
| Asa Hartford        | Drapeau de l'Écosse                                                          | Attaquant                    | 1979–1981            | 98     | 7    |                                                                                              |
| Kevin Ratcliffe     | Drapeau du pays de Galles                                                    | Défenseur                    | 1980–1991            | 494    | 2    | Capitaine en 1982–1992                                                                       |
| Graeme Sharp        | Drapeau de l'Écosse                                                          | Attaquant                    | 1980–1991            | 445    | 159  |                                                                                              |
| Steve McMahon       | Drapeau de l'Angleterre                                                      | Milieu                       | 1980–1982            | 120    | 14   |                                                                                              |
| Alan Irvine         | Drapeau de l'Écosse                                                          | Milieu                       | 1981–1983            | 80     | 6    | Manager adjoint en 2002–2007                                                                 |
| Kevin Richardson    | Drapeau de l'Angleterre                                                      | Milieu                       | 1981–1986            | 145    | 20   |                                                                                              |
| Neville Southall    | Drapeau du pays de Galles                                                    | Gardien de but               | 1981–1997            | 750    | 0    | Recordman du nombre de matchs pour le club                                                   |
| Derek Mountfield    | Drapeau de l'Angleterre                                                      | Défenseur                    | 1982–1987            | 153    | 24   |                                                                                              |
| Adrian Heath        | Drapeau de l'Angleterre                                                      | Milieu                       | 1982–1988            | 306    | 94   |                                                                                              |
| Gary Stevens        | Drapeau de l'Angleterre                                                      | Défenseur                    | 1982–1988            | 294    | 13   |                                                                                              |
| Peter Reid          | Drapeau de l'Angleterre                                                      | Milieu                       | 1982–1988            | 234    | 13   |                                                                                              |
| Kevin Sheedy        | Drapeau de l'Irlande                                                         | Milieu                       | 1982–1992            | 368    | 97   |                                                                                              |
| Andy Gray           | Drapeau de l'Écosse                                                          | Attaquant                    | 1983–1985            | 68     | 22   |                                                                                              |
| Trevor Steven       | Drapeau de l'Angleterre                                                      | Milieu                       | 1983–1989            | 298    | 59   |                                                                                              |
| Alan Harper         | Drapeau de l'Angleterre                                                      | Défenseur                    | 1983–1988, 1991–1993 | 240    | 5    |                                                                                              |
| Paul Bracewell      | Drapeau de l'Angleterre                                                      | Milieu                       | 1984–1989            | 143    | 10   |                                                                                              |
| Pat Van Den Hauwe   | Drapeau du pays de Galles                                                    | Défenseur                    | 1984–1989            | 203    | 3    |                                                                                              |
| Gary Lineker        | Drapeau de l'Angleterre                                                      | Attaquant                    | 1985–1986            | 52     | 38   | Meilleur buteur en 1985-86                                                                   |
| Neil Pointon        | Drapeau de l'Angleterre                                                      | Défenseur                    | 1985–1989            | 138    | 5    |                                                                                              |
| Dave Watson         | Drapeau de l'Angleterre                                                      | Défenseur                    | 1986–2000            | 529    | 38   | Capitaine en 1992-2000, Manager intérimaire en 1997                                          |
| Ian Snodin          | Drapeau du pays de Galles                                                    | Défenseur                    | 1987–1994            | 201    | 9    |                                                                                              |
| Stuart McCall       | Drapeau de l'Écosse                                                          | Milieu                       | 1988–1990            | 141    | 10   |                                                                                              |
| Neil McDonald       | Drapeau de l'Angleterre                                                      | Défenseur                    | 1988–1991            | 123    | 8    |                                                                                              |
| Pat Nevin           | Drapeau de l'Écosse                                                          | Milieu                       | 1988–1991            | 148    | 21   |                                                                                              |
| Tony Cottee         | Drapeau de l'Angleterre                                                      | Attaquant                    | 1988–1994            | 230    | 99   |                                                                                              |
| Martin Keown        | Drapeau de l'Angleterre                                                      | Défenseur, Milieu            | 1989–1992            | 126    | 0    |                                                                                              |
| John Ebbrell        | Drapeau de l'Angleterre                                                      | Milieu                       | 1989–1997            | 266    | 19   |                                                                                              |
| Peter Beagrie       | Drapeau de l'Angleterre                                                      | Milieu                       | 1989–1994, 1998      | 143    | 17   |                                                                                              |
| Gary Ablett         | Drapeau de l'Angleterre                                                      | Défenseur                    | 1990–1995            | 155    | 6    |                                                                                              |
| Matt Jackson        | Drapeau de l'Angleterre                                                      | Défenseur                    | 1990–1995            | 165    | 6    |                                                                                              |
| Andy Hinchcliffe    | Drapeau de l'Angleterre                                                      | Défenseur                    | 1990–1997            | 222    | 9    |                                                                                              |
| Peter Beardsley     | Drapeau de l'Angleterre                                                      | Attaquant                    | 1991–1992            | 95     | 32   |                                                                                              |
| David Unsworth      | Drapeau de l'Angleterre                                                      | Défenseur                    | 1991–1997, 1998–2004 | 355    | 44   | Recordman du nombre de matchs en Premier League                                              |
| Barry Horne         | Drapeau du pays de Galles                                                    | Milieu                       | 1992–1996            | 150    | 3    |                                                                                              |
| Paul Rideout        | Drapeau de l'Angleterre                                                      | Attaquant                    | 1992–1996            | 140    | 40   |                                                                                              |
| Graham Stuart       | Drapeau de l'Angleterre                                                      | Milieu                       | 1993–1997            | 161    | 31   |                                                                                              |
| Joe Parkinson       | Drapeau de l'Angleterre                                                      | Milieu                       | 1993–1999            | 107    | 4    |                                                                                              |
| Daniel Amokachi     | Drapeau du Nigeria                                                           | Milieu                       | 1994–1996            | 54     | 12   | Vainqueur des Jeux Olympiques                                                                |
| Anders Limpar       | Drapeau de la Suède                                                          | Milieu                       | 1994–1997            | 82     | 6    |                                                                                              |
| Duncan Ferguson     | Drapeau de l'Écosse                                                          | Attaquant                    | 1994–1998, 2000–2006 | 272    | 72   | Capitaine en 1997-1998, Recordman du nombre de buts en Premier League                        |
| Andrei Kanchelskis  | Drapeau de la Russie                                                         | Milieu                       | 1995–1996            | 60     | 20   |                                                                                              |
| Craig Short         | Drapeau de l'Angleterre                                                      | Défenseur                    | 1995–1998            | 114    | 4    |                                                                                              |
| Gary Speed          | Drapeau du pays de Galles                                                    | Milieu                       | 1996–1998            | 65     | 18   | Capitaine en 1997-1998, Recordman du nombre de matchs en Premier League tous clubs confondus |
| Michael Ball        | Drapeau de l'Angleterre                                                      | Défenseur                    | 1996–2000            | 138    | 8    |                                                                                              |
| Nick Barmby         | Drapeau de l'Angleterre                                                      | Milieu                       | 1996–2000            | 133    | 23   |                                                                                              |
| Paul Gerrard        | Drapeau de l'Angleterre                                                      | Gardien de but               | 1996–2002            | 99     | 0    |                                                                                              |
| Marco Materazzi     | Drapeau de l'Italie                                                          | Défenseur                    | 1997–1998            | 27     | 1    | Vainqueur de la coupe du monde                                                               |
| Thomas Myhre        | Drapeau de la Norvège                                                        | Gardien de but               | 1997–2001            | 70     | 0    |                                                                                              |
| Kevin Campbell      | Drapeau de l'Angleterre                                                      | Attaquant                    | 1997–2005            | 163    | 51   |                                                                                              |
| David Weir          | Drapeau de l'Écosse                                                          | Défenseur                    | 1998–2007            | 269    | 11   | Capitaine en 2005-2007                                                                       |
| Richard Gough       | Drapeau de l'Écosse                                                          | Défenseur                    | 1999-2001            | 42     | 1    | Capitaine en 2000-2001                                                                       |
| Scot Gemmill        | Drapeau de l'Écosse                                                          | Milieu                       | 1999–2003            | 107    | 5    |                                                                                              |
| Mark Pembridge      | Drapeau du pays de Galles                                                    | Milieu                       | 1999–2003            | 101    | 4    |                                                                                              |
| Steve Watson        | Drapeau de l'Angleterre                                                      | Défenseur                    | 2000–2005            | 139    | 16   |                                                                                              |
| Gary Naysmith       | Drapeau de l'Écosse                                                          | Défenseur                    | 2000–2007            | 151    | 7    |                                                                                              |
| Alessandro Pistone  | Drapeau de l'Italie                                                          | Défenseur                    | 2000–2007            | 117    | 1    |                                                                                              |
| Thomas Gravesen     | Drapeau du Danemark                                                          | Milieu                       | 2000–2005, 2007–2008 | 168    | 12   |                                                                                              |
| Leon Osman          | Drapeau de l'Angleterre                                                      | Milieu                       | 2000–                | 202    | 29   |                                                                                              |
| Tomasz Radzinski    | Drapeau du Canada                                                            | Attaquant                    | 2001–2004            | 102    | 28   |                                                                                              |
| Alan Stubbs         | Drapeau de l'Angleterre                                                      | Défenseur                    | 2001–2005, 2006-2008 | 192    | 7    | Capitaine en 2001-2005                                                                       |
| Tony Hibbert        | Drapeau de l'Angleterre                                                      | Défenseur                    | 2001–                | 220    | 0    |                                                                                              |
| Lee Carsley         | Drapeau de l'Irlande                                                         | Milieu                       | 2002–2008            | 198    | 12   |                                                                                              |
| Joseph Yobo         | Drapeau du Nigeria                                                           | Défenseur                    | 2002–                | 235    | 8    | Vice-capitaine depuis 2007                                                                   |
| Kevin Kilbane       | Drapeau de l'Irlande                                                         | Milieu                       | 2003–2006            | 120    | 5    |                                                                                              |
| James McFadden      | Drapeau de l'Écosse                                                          | Attaquant                    | 2003–2008            | 139    | 19   |                                                                                              |
| Tim Cahill          | Drapeau de l'Australie                                                       | Milieu                       | 2004–                | 166    | 46   |                                                                                              |
| Mikel Arteta        | Drapeau de l'Espagne                                                         | Milieu                       | 2005–                | 156    | 24   |                                                                                              |
| Phil Neville        | Drapeau de l'Angleterre                                                      | Défenseur                    | 2005–                | 178    | 3    | Capitaine depuis 2007                                                                        |
| Joleon Lescott      | Drapeau de l'Angleterre                                                      | Défenseur                    | 2006–2009            | 132    | 16   |                                                                                              |
| Victor Anichebe     | Drapeau du Nigeria                                                           | Attaquant                    | 2006–                | 89     | 11   | Second aux Jeux Olympiques                                                                   |
| Tim Howard          | Drapeau des États-Unis                                                       | Gardien de but               | 2006–                | 132    | 0    |                                                                                              |

Nombre de matchs et de buts au 12 juin 2009